# قائمة سفراء المغرب لدى أستراليا
سفير المغرب لدى أستراليا هو أعلى ممثل دبلوماسي للمملكة المغربية في دولة كومنولث أستراليا. السفير يقيم في كانبيرا، إقليم العاصمة الأسترالية. السفيرة الحالية منذ فبراير 2022، هي وسان الزيلاشي.
يعمل السفير في الوقت نفسه كسفير غير مقيم لدى نيوزيلندا ودول المحيط الهادئ في فانواتو وكيريباتي وفيجي وبابوا غينيا الجديدة وتوفالو.

## قائمة السفراء
| الترتيب | صاحب المنصب               | الإقامة           | تاريخ التعيين | تاريخ الانتهاء | المدة المقضية في المنصب | مراجع              |
| ------- | ------------------------- | ----------------- | ------------- | -------------- | ----------------------- | ------------------ |
| 1       | عمر هلال                  | جاكرتا، إندونيسيا | 1997          | 2001           | 3–4 سنوات               | [ 4 ]              |
| 2       | عبد الرحمن الدريسي العلمي | جاكرتا، إندونيسيا | 2001          | 2005           | 3–4 سنوات               | [ 4 ]              |
| 3       | بدر الدين علالي           | كانبيرا، أستراليا | 2005          | 2008           | 2–3 سنوات               | [ 4 ]              |
| 4       | محمد مائل عينين           | كانبيرا، أستراليا | 2009          | 2016           | 6–7 سنوات               | [ 5 ] [ 6 ]        |
| 5       | كريم مدرك                 | كانبيرا، أستراليا | 2016          | 2021           | 4 سنوات و3 شهور         | [ 7 ] [ 8 ]        |
| 6       | وسان زيلاشي               | كانبيرا، أستراليا | 9 فبراير 2022 | إلى الآن       | 3 سنوات و163 أيام       | [ 9 ] [ 10 ] [ 2 ] |

## وصلات خارجية
- الموقع الرسمي لسفارة المغرب في استراليا نسخة محفوظة 8 أبريل 2013 على موقع واي باك مشين.